# Минины
Ми́нины — древний дворянский род.
Род внесён в VI часть родословных книг Московской и Тульской губерний.

## История рода
Род делится на 2 ветви:
1. Считают себя потомством Кузьмы Минина. Происхождение это признано официально в дипломе, данном Екатериной II (1786) коллежскому советнику Алексею Александровичу Минину.
2. ЭСБЕ утверждает, однако, что по новейшим на тот момент исследованиям оказывается, что данный род не имеет ничего общего с Кузьмой Мининым, а происходит от сына боярского Михаила Леонтьевича Минина, пожалованного поместьями в Чернском уезде (02 мая 1666), служил (с 1640), пожалован вотчиной (11 марта 1682).

Дмитрий Минин внесён в синодик Успенского Ростовского собора на вечное поминовение, как погибший на Куликовом поле (1380). В синодике московского Успенского Кремлёвского собора имеется запись о погибшем на реке Ведроше (14 июля 1500) Фёдоре Григорьеве сыне Фёдоровича Минина. Опричниками Ивана Грозного числились Иван и Степан Минины (1573).

## Описание герба
Щит разделён надвое. В верхней половине, в золотом поле, положены крестообразно лавровая и оливковая ветви. В нижней половине, в красном поле, вонзённая в серебряный полумесяц шпага.
Щит увенчан дворянским шлемом и короной. Намёт на щите серебряный, подложенный красным. Герб внесён в Общий гербовник дворянских родов Российской империи, часть 6, 1-е отд., стр. 40.

## Известные представители
- Минин Нефед (Мефодий) Козьмич — (единственный сын Кузьмы Минина)[5],  стряпчий с платьем. На двух свадьбах царя Михаила Федоровича (1624 и 1626) находился у государева фонаря, в день приема кизылбашского посла (1625) "в кривой стол явства ставил". Показывается на дворцовой службе (1628-1630). (ум. 1632).                                                                                                                                                                                                            Дальнейший род Мининых идет от потомства родных братьев Козьмы Минина, которых у него было несколько[5]:
- Минин Михаил Леонтьевич — служил (с 1640), получил Чёрнское поместье в Тульской губернии (1666), пожалован вотчиною (1682).
- Минин Кондратий — подьячий, на свадьбе царя Алексея Михайловича (1648) находился в Тайных воротах, вместе с Желябовским послан к польскому королю.
- Минин Михаил — дьяк Поместного приказа, находился при встрече грузинского царевича Николая Давидовича (1666).
- Минин Яков — подьячий приказа Казанского дворца (1679).
- Минин Григорий Михайлович — стряпчий (1694).
- Минин Степан Михайлович — жилец (1680), стряпчий, стольник (1692), убит под Нарвою (1700).
- Минин Аркадий Алексеевич — подпоручик Лейб-гвардейского Егерьского батальона (1801).
- Минин Василий Петрович (1805-1874) — тульский губернский предводитель дворянства[6][7].

## Критика
Историк и генеалог А.Б. Лобанов-Ростовский считает, что род Кузьмы Минина угас (1632) и насчитывает IV колена и представлен 4 представителями. По росписи этой фамилии, указанной в 1-м издании Русской родословной книги, род их продолжился в потомстве 2-го сына Кузьмы Минина — Леонтия Кузьмича, о котором, однако, ни в каких исторических изданиях не упоминается. В качестве доказательства приводит доводы о том, что пожалованная знаменитому Кузьме Захарьевичу  Минину вотчина в село Богородицкое с деревнями Нижегородском уезде и дом в Нижнем-Новгороде, по смерти жены и сына его Нефедия (Мефодия) Кузьмича, переходят (1632) не к Леонтию Кузьмичу или за смертию его, к его потомству, что было бы законно, а пожалованы: село с деревнями — князю Якову Куденетовичу Черкасскому, а дом — Марье Ивановне Хлоповой, бывшей невесте царя, по смерти которой († 1633) он отдан князю Я.К. и И.Б. Черкасским. Также в качестве доказательства приводит грамоту (1615), в которой упоминается только один сын. Однако, А.Б. Лобанов-Ростовский не отвергает, что Михаил Леонтьевич Минин мог быть потомком одного из братьев Кузьмы Минина, которых у него было несколько и которого ЭСБЕ называет родоначальником 2-й ветви, а также пожалованный  Екатериной II дипломом на дворянство, коллежский советник А.А. Минин (1786), относится не к 1-й, а ко 2-й ветви потомства Мининых.